# ミハイロ・ポドリャク
ミハイロ・ミハイロヴィチ・ポドリャク（ウクライナ語: Михайло Михайлович Подоляк、1972年2月16日 - ）は、ウクライナの大統領府顧問、政治家、元ジャーナリスト。
ゼレンスキー政権の一員ではないが、劇場型政治と言われるウクライナではその発信力が認められており、ゼレンスキーの自撮りに映り込んだりする。ウクライナ人でありながら英語力に長けており、国内外への政権や国民の代弁人としての役割を持つ。

## 発言
この項では、ポドリャクの発言を時系列順に述べていく。

### 2022年
2月24日、ロシアによるウクライナ侵攻初日にチェルノブイリ原子力発電所がロシア軍に攻撃されたことを受け、「本当にショックでした。この施設は危険なのです。ウクライナだけでなく、東ヨーロッパ全体の危機なのです。この時点で明らかだったのは、ロシア軍には失礼ですが、完全に異常な集団だということです。」と危険視し、「原発でのロシアの兵士たちのふるまいは、この施設が何であるかさえ理解していないものでした。いつ事故が起きてもおかしくありませんでした。信じられませんでした。」と驚きをあらわにした。
同日、ウクライナによる武器などの軍事支援の要求を欧米諸国は拒否したことについて、「欧米のパートナーは、3日か4日で私たちがいなくなると考えていました。“ウクライナはおそらく立ち行かなくなる。ウクライナは独立を守りきれないだろう。われわれは同情し、涙します。でも、とりあえず見守ります、待ちます”と彼らは言ったのです。すでに私たちが攻撃を受けている時点でも、ウクライナに対するパートナーたちの態度が大きく変わることはありませんでした。“われわれはロシアが怖いので、ウクライナを諦めた”と言っているのに等しいのです」と自身の見解を明らかにした。
3月23日、ロシアの国防当局のトップ2人（セルゲイ・ショイグ国防相、ワレリー・ゲラシモフ軍参謀総長）やシークレットサービスの最高幹部らの姿が「どこにも見当たらない」ことに興味を示した。
4月9日、ウクライナのテレビ番組で、「大規模な戦闘のための準備はできています。東部ドンバス地域などで戦闘に勝たなくてはならず、そうなってから実質的な交渉の立場を得ることができます。」と徹底抗戦を続けることを強調した。
5月22日、領土の割譲を条件とするロシアとの停戦という、当時イタリアの首相、マリオ・ドラギの提案に対して、「戦争は止まらない。しばらくの間、一時的に止まるだけです。」と逆効果になるとし、「ウクライナが譲歩すれば、彼ら（ロシア）はより血なまぐさい、新たな大規模攻撃を始めるでしょう。」と応じない姿勢を示した。
8月20日、ダリア・ドゥギナが暗殺された事件にウクライナが関与したと主張するロシア連邦保安局に対し、「ウクライナは確かに昨日の爆発とは何の関係もなかった」と否認し、「私たちはロシアのような犯罪国家ではなく、ましてやテロリストの国家などではありません。」と述べた。
8月23日、欧米諸国から供与された兵器を用いてロシア軍の軍事拠点を破壊し撤退に追い込んでいることを明らかにし、「戦いは、国際的に認識された国境線を完全に回復するために行われています。」と述べた。さらに、ロシアが2014年に違法に併合したクリミア半島についても奪還するつもりだとした。また、「高機動ロケット砲システム、HIMARSが50基追加で供与されたりすれば領土を奪還するスピードはかなり早まるだろう」と欧米諸国からの兵器の追加供与を求めた。
10月8日、クリミア半島で建設された、クリミア大橋が爆発した事件にもTwitterで言及し、「この爆発は始まりです。」とし、「違法なものはすべて壊す必要があります。」と主張した。しかし、ウクライナの関与については直接言及していない。
11月26日、ロシアとの和平交渉を提言する西側諸国について、「戦場で主導権を握っている時に『軍事的手段ですべてを片付けることはできない。交渉が必要です。』と提案されるのは理解に苦しみます。」と苦言をし、「領土を奪還している国に対し、敗北している国への降伏を迫る」ことをしているとして批判した。「ロシアは仲介者を通じて和平交渉を打診する一方で停戦の可能性も示唆しているが、ウクライナに『直接提案』したことは一度もないです。」と指摘した。さらに、「ロシアは交渉を望んでいない。『交渉』の名を借りた戦略であり、単なる時間稼ぎをしようとしています。その間に動員兵の訓練や武器の追加調達を行って足場を固めたいのだと思います。」とロシアの思惑について語った。「ロシア軍は今、劣勢になっていますが、ウラジーミル・プーチンはいまだウクライナを壊滅できるという妄想にとらわれています。和平交渉は意味がありません。」と主張した。また、長射程ミサイルなどの軍事支援の重要性を示した。「ロシア国内の軍事目標を攻撃する必要はなく、わが国が国境の支配権を奪還し、ロシアがウクライナを恐れた時にこの戦争は終わります。」と述べた。
12月1日、ウクライナ侵攻開始から1万～1万3000人ほどのウクライナ兵が戦死したと、ウクライナのテレビ番組で発表した。このような発表はウクライナでは珍しいとされており、ウクライナ軍が裏付けたわけではない。

### 2023年
1月24日、ゼレンスキーが行った政権内の汚職対策として複数人を辞任させたことに、「正義がすべての人に適用されるべきだという『国民からの重要な求め』にゼレンスキー大統領は応えているのです。」と述べた。
9月7日、イーロン・マスクが最高経営責任者を務めるスペースXの提供する衛星通信、スターリンクの有効化を拒否したことに対して、「マスク氏がドローン攻撃を許さなかったことによって、この艦隊のウクライナへのミサイル発射を許し、その結果、民間人や子どもたちが殺されている」などと非難した。